# Regierung Gerhardsen IV

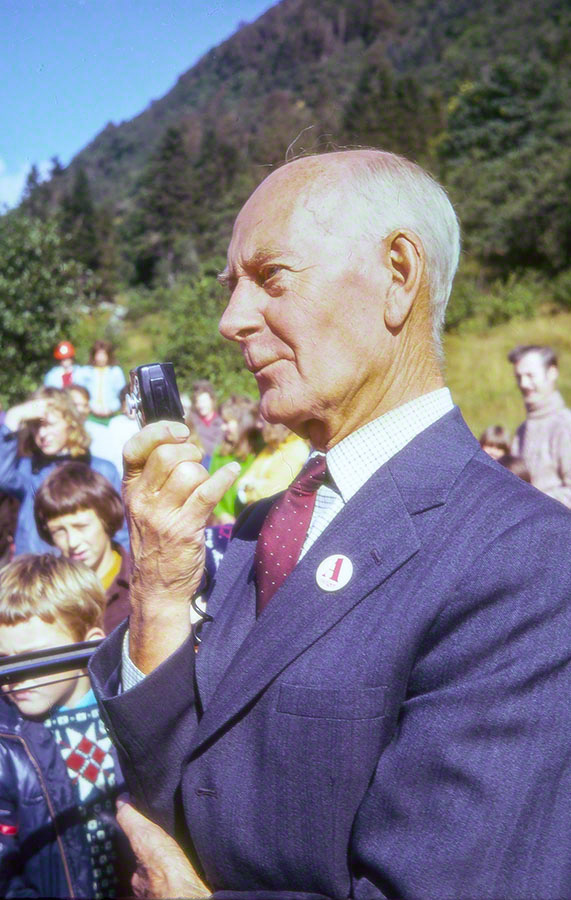
Der neue Ministerpräsident Einar Gerhardsen.

Die Regierung Gerhardsen IV wurde in Norwegen am 25. September 1963 durch Einar Gerhardsen gebildet und bestand bis zum 12. Oktober 1965. Gerhardsen löste als Ministerpräsident die Regierung von John Lyng von der konservativen Høyre ab.
Dieser hatte nur knapp einen Monat zuvor die dritte Regierung Gerhardsen abgelöst, nachdem die beiden Abgeordneten der Sosialistisk Folkeparti (SF),  Finn Gustavsen und Asbjørn Holm, die nach der Parlamentswahl vom 11. September 1961 das „Zünglein an der Waage“ zu Gunsten der Arbeiderpartiet waren, nach der sogenannten Kings-Bay-Affäre über Mängel im staatlichen Steinkohlenbergbauunternehmen Kings Bay der Regierung Gerhardsen die Unterstützung entzogen hatten. Daraufhin trat Gerhardsen am 28. August 1963 nach achtjähriger Amtszeit zurück. Die von Lyng geführte Koalition zerbrach jedoch bereits nach weniger als vier Wochen am 25. September 1963, sodass Gerhardsen anschließend seine vierte Regierung bilden konnte.
Bei der Parlamentswahl vom 13. September 1965 erlitt Gerhardsens Arbeiderpartiet jedoch eine weitere Niederlage und erhielt nur noch 43,1 Prozent (1961: 46,8 Prozent) sowie 68 Mandate (1961: 74). Daraufhin bildete am 12. Oktober 1965 Per Borten von der Senterpartiet eine Koalitionsregierung unter Beteiligung von Høyre (H), Kristelig Folkeparti (KrF) und Venstre (V).

## Minister
| Ressort                   | Minister                                   | Partei                          |
| ------------------------- | ------------------------------------------ | ------------------------------- |
| Ministerpräsident         | Einar Gerhardsen                           | Arbeiderpartiet                 |
| Äußeres                   | Halvard Lange                              | Arbeiderpartiet                 |
| Industrie                 | Trygve Lie 20. Januar 1964 Karl Trasti     | Arbeiderpartiet Arbeiderpartiet |
| Justiz und Polizei        | O. C. Gundersen                            | Arbeiderpartiet                 |
| Verkehr und Kommunikation | Trygve Bratteli 20. Januar 1964 Erik Himle | Arbeiderpartiet Arbeiderpartiet |
| Verteidigung              | Gudmund Harlem                             | Arbeiderpartiet                 |
| Familien und Verbraucher  | Aase Bjerkholt                             | Arbeiderpartiet                 |
| Kommunen und Arbeit       | Jens Haugland                              | Arbeiderpartiet                 |
| Finanzen und Zölle        | Andreas Zeier Cappelen                     | Arbeiderpartiet                 |
| Kirchen und Unterricht    | Helge Sivertsen                            | Arbeiderpartiet                 |
| Löhne und Preise          | Karl Trasti 20. Januar 1964 Idar Norstrand | Arbeiderpartiet Arbeiderpartiet |
| Soziales                  | Olav Gjærevoll                             | Arbeiderpartiet                 |
| Handel und Schifffahrt    | Erik Himle 20. Januar 1964 Trygve Lie      | Arbeiderpartiet Arbeiderpartiet |
| Landwirtschaft            | Leif Granli                                | Arbeiderpartiet                 |
| Fischerei                 | Magnus Andersen                            | Arbeiderpartiet                 |